# Moisés Fuentes
Moisés Fuentes Rubio (Ciudad de México, 20 de septiembre de 1985 - Ibidem, 24 de noviembre de 2022) fue un boxeador profesional mexicano que ostentó el título de peso mínimo de la OMB de 2011 a 2013 y el título interino de peso mosca junior de la OMB de 2013 a 2014.

## Carrera profesional
Hizo su debut profesional el 31 de mayo de 2007. Acumuló un registro de 3-0 (99-95, 97-93, 96-95) que incluyó victorias contra el futuro campeón Eduardo González  y el ex campeón Juan Hernández, antes de desafiar al colombiano Raúl García por el título mundial de peso mínimo de la OMB. Fuentes perdió la pelea por decisión unánime, pero posteriormente ganó el título interino al noquear a Canchila en una revancha el 14 de marzo de 2009.
El 6 de febrero de 2010, Fuentés ganó por decisión unánime en diez asaltos al mexicano Eduardo González para obtener el título interino de peso mínimo juvenil del CMB en Guadalajara, Jalisco.

### Campeón de peso mínimo de la OMB
El 27 de agosto de 2011, ganó por decisión dividida en doce asaltos a Raúl García para capturar el título de peso mínimo de la OMB, la pelea se llevó a cabo en el Auditorio Benito Juárez, en  Guadalajara.
El 2 de junio de 2012, en Tijuana sostuvo su primer combate de defensa por el título mundial de peso mínimo de la OMB contra Julio César Félix, clasificado 14 en la división mundial de peso mínimo del CMB y el árbitro contó dos veces con golpes al cuerpo en el primer tiempo, se detuvo en el medio y logró su primera defensa con una victoria por KO en los primeros 2 minutos y 16 segundos. En una entrevista después del partido, Fuentes dijo: "Los ataques al cuerpo son para bloquear la velocidad 130 rondas de combate han valido la pena retiraré a Calderón.
El 6 de octubre de 2012, en el Coliseo Rubén Rodríguez de Bayamón, Puerto Rico se enfrentó al boxeador designado. La velocidad de Calderón se vio perturbada desde el primer tiempo y se agarró al ritmo, pero el ataque al cuerpo de Fuentes poco a poco dio sus frutos y recuperó el ritmo. En la cuarta entrada logró frenar la velocidad característica de Calderón con un persistente ataque al cuerpo. Al comienzo de la quinta entrada, rompió la parte superior de su cuerpo con una serie de golpes al cuerpo, y al final, derribó con ganchos de izquierda y derecha y rompió el equilibrio, y luego derribó la segunda vez con una serie de golpes al cuerpo. Al final, cuando se decidió el recto derecho, Calderón fue derribado y desmayado. Logró defender por segunda vez con una victoria por nocaut técnico en 5 entradas de 1 minuto 22.
El 2 de marzo de 2013, en el Waterfront Cebu City Hotel & Casino en Cebu City, Filipinas se enfrentó al campeón mundial de peso minimosca de la OMB, Donny Nietes y terminó con una decisión de 0-1 para ganar el título.
El 7 de septiembre de 2013, Luis de la Rosa celebró una pelea por decisión por el título interino mundial de peso minimosca de la OMB y desde la primera vez, Fuentes fue dominante con ganchos de izquierda y derecha, y cuando Fuentes era bueno golpeando el cuerpo, puso un derechazo. gancho en él, La Rosa se salió de las cuerdas y consiguió un pie abajo, resumiendo los ganchos del cuerpo y pidiendo una parada.
El 10 de mayo de 2014, en Filipinas el campeón mundial regular de peso mosca ligero de la OMB, Donnie Nietes terminó con el título. Después de sufrir una segunda derrota por nocaut técnico, fue incapaz de ganar una revancha por primera vez en dos años y dos meses y no logró unificar el trono.
El 25 de julio de 2015 en Sinaloa, el excampeón mundial de peso mínimo del CMB, Oswalt Noboa luchó por el Campeonato norteamericano de peso mosca de la NABO por nocaut técnico en seis entradas y ganó el título.
El 7 de enero de 2016, la Organización Mundial de Boxeo emitió una orden para pelear contra el campeón mundial de peso minimosca de la Organización Mundial de Boxeo, Donny Nietes, en una pelea nominada.
El 31 de diciembre de 2016, tras el regreso del trono de Donnie Nietes, Kosei Tanaka, ex-campeón mundial de peso mínimo de la OMB y segundo lugar mundial de peso minimosca de la OMB, y peso mundial ligero de la OMB. Tuvo un partido decisivo de trono de clase, sufrió una derrota por nocaut técnico en 5 veces en 1 minuto 52 segundos y no pudo recuperar el trono por primera vez.
El 8 de julio de 2017 en la Ciudad de México, disputó 10 combates no titulares con Ulises Lara, ocupó el puesto 23 en la división mundial de peso mosca del CMB y perdió 0-2 (94-97, 93-97, 95-95) en el Entrada 10.
El 28 de octubre de 2017, en el décimo asalto de la división de peso mosca contra Ulises Lara, quien ocupaba el puesto 12 en la división mundial de peso mosca del Consejo Mundial de Boxeo, en la Ciudad de México, ganó los primeros 2 minutos y 40 segundos por TKO y ganó la revancha por primera vez. tiempo en 3 meses devuelto.
El 4 de febrero de 2018, se enfrentó al campeón mundial de peso mosca del CMB, Daigo Higa en Okinawa, con el objetivo de ganar las 3 clases, pero sufrió una derrota por KO en los primeros 2 minutos y 32 segundos.
El 15 de septiembre de 2018, en la cartelera de Gennady Golovkin vs. Saúl Álvarez en el T-Mobile Arena de Las Vegas contra el ex-campeón mundial de cuatro divisiones y número 2 del mundo supermosca del CMB, Roman González, cinco entradas de un minuto 44 segundos KO perdido. 
En octubre del 2021 tuvo su último combate en Cancún con David Cuéllar y tras perder por nocaut técnico en el sexto inning. Fuentes sufrió un golpe que le derivó en una trombosis cerebral y fue intervenido quirúrgicamente pero no recuperó el conocimiento. Tras un año de cuidados hospitalarios falleció el 24 de noviembre de 2022 a los 37 años. La muerte de Fuentes fue anunciada por el presidente del CMB Mauricio Suleyman, en Twitter.

## Título adquirido
- Campeonato Mundial Juvenil Interino de Peso Mínimo del CMB (defensa 0 = rendición)
- Antiguo título mundial de peso mínimo de la OMB (defensa 2 = vacante)
- Título interino mundial de peso mosca ligero de la OMB (defensa 0)
- Campeonato norteamericano de peso mosca NABO (0 defensas)